# るんるん (講談社)
『るんるん』は、かつて講談社より発行されていた漫画雑誌。『なかよし』の姉妹誌である。同社の発行する『なかよし』より低年齢層をターゲットとした内容になっている。元々は季刊だったが、1993年5月号より隔月刊誌になった。
姉妹誌とは言え、元は『なかよし』の増刊号（なかよし増刊るんるん）である為、2015年末時点で最後の増刊号である『なかよしラブリー』と雑誌の傾向はほぼ同じであり、掲載された作品はオリジナル作品が中心だが、『なかよし』連載作品の番外編も掲載されていた。また、ショート&ギャグについては一部『なかよし』と共通だった。
なお、隔月刊誌創刊号から1996年7月号まで「キャンディ・キャンディ」の別冊付録（B6判96ページ、最終20巻のみ112ページ）が付いていた。
1998年1月号をもって事実上廃刊。

## 連載作
- イノセントスマイル（永澄田えま）
- おでまし!プリンセス（あしざわ深花）
- 神様のしっぺ（たておか夏希）
- 学校怪談（上野すばる）
- コードネームはセーラーV（武内直子）
- 上手な夢のかなえかた（有沢遼）
- シンデレラ・ロード（井沢陽子）
- セキホクジャーナル（小坂理絵）
- 空よりもたかく（野村あきこ）
- チム・チム・チェリー！（あゆみゆい）
- 飛んでみせまSHOW!（池田貢）
- マーメイ・ドリーム（湖東美朋）
- みつあみ四重奏（片岡みちる）
- 夢幻パトローラーYUZU（岡本慶子）
- メロリンにおねがい（なかの弥生）
- 桃にキッス!（川村美香）
- 屋根裏部屋へようこそ（英洋子）
- 夢食案内人（立川恵）
- リリィ&アールのふしぎなお店（高瀬綾）